# Chiguayante
Chiguayante este un oraș și comună din provincia Concepción, regiunea Bío Bío, Chile, cu o populație de 84.718 locuitori (2012) și o suprafață de 71,5 km2.